# Stephen Heller
Stephen Heller (maďarsky Heller István, 15. května 1813 Pešť – 14. ledna 1888 Paříž) byl maďarsko-francouzský klavírista, hudební skladatel a hudební pedagog.

## Život
Stephen Heller se narodil v Pešti (nyní součást Budapešti) 15. května 1813. Původně měl být právníkem, ale sám se rozhodl pro hudební dráhu. Ve věku devíti let veřejně provedl se svým učitelem F. Brauerem Koncert pro dva klavíry Jana Ladislava Dusíka. Na základě úspěchu tohoto koncertu byl vyslán do Vídně, aby pokračoval ve studiu u Carl Czernyho. Honorář, který Czerny požadoval, si však nemohl dovolit, takže přešel k Antonu Halmovi. Po úspěchu svého prvního vídeňského koncertu v roce 1828 podnikl koncertní turné po Maďarsku, Polsku a Německu.
V létě roku 1830 onemocněl, ukončil koncertní cestu a z finančních problémů mu pomohl bohatý mecenáš. Ve svých 25 letech odcestoval do Paříže, kde se spřátelil s významnými skladateli té doby, s Hectorem Berliozem, Frédéricem Chopinem, Franzem Lisztem a dalšími. Získal si výbornou pověst, jak jako koncertní umělec, tak jako hudební pedagog. Mimo jiné učil na klavír Isidora Philippa, který se později stal ředitelem Pařížské konzervatoře.
S krátkými přerušeními strávil posledních 25 let svého života v Paříži. Přežil svou pověst. Zemřel téměř zapomenut 14. ledna 1888 v Paříži ve věku 74 let. Je pochován na hřbitově Père Lachaise.

## Dílo
Heller komponoval téměř výhradně skladby pro klavír. Mezi nimi si trvalou přízeň klavíristů zachovaly zejména etudy a technické studie.
- Op. 1 Thème de Paganini varié
- Op. 2 Les charmes de Hambourg. Rondeau brillant
- Op. 3 Fantaisie dramatique sur les opéras Semiramide et Masaniello
- Op. 4 Valse Favorite de Hubovsky. Variations brillantes
- Op. 5 Thème polonais. Variations brillantes
- Op. 6 Zampa. Variations brillantes sur l'opéra de Herold
- Op. 7 Trois Impromptus
- Op. 8 Scherzo No. 1 (Rondo-Scherzo)
- Op. 9 Sonata No. 1 in D minor
- Op. 10 Trois morceaux brillants
- Op. 11 Rondo-Valse
- Op. 12 Rondoletto sur La Cracovienne du ballet The Gipsy
- Op. 13 Les treize. Divertissement brillant sur l'opéra de Halévy
- Op. 14 Passetemps. Six rondinos sur des mélodies de Strauss
- Op. 15 Les treize. Rondo sur l'opéra de Halévy
- Op. 16 24 Etudes. L'Art de phraser
- Op. 17 Le shérif. Six caprices sur une romance de l'opéra de Halévy
- Op. 18 La chanson du pays. Improvisata sur une mélodie de Reber
- Op. 19 La captive. Deux caprices sur une mélodie de Reber
- Op. 20 Hai Luli. Deux impromptus sur une mélodie de Reber
- Op. 21 Bergeronnette. Deux impromptus sur une mélodie de Reber
- Op. 22 La Favorita. 4 rondos sur l'opéra de Donizetti
- Op. 23 Le guitarrero. Quatre rondos sur l'opéra de Halévy
- Op. 24 Scherzo No. 2
- Op. 25 Richard, Cœur de lion. Étude mélodique sur l'opéra de Gretry
- Op. 26 Richard, Cœur de lion. Impromptu sur l'opéra de Gretry
- Op. 27 Caprice brillant in E♭ major
- Op. 28 Caprice symphonique in A major
- Op. 29 La chasse. Étude
- Op. 30 Dix pensées fugitives pro housle a klavír (spolupráce H.W. Ernst)
- Op. 30a Dix pensées fugitives (úprava pro klavír sólo)
- Op. 31 La Juive. Petite fantaisie sur l'opéra de Halévy
- Op. 32 La Juive. Bolero sur un motif de l'opéra de Halévy
- Op. 33 La Truite (Die Forelle) Caprice brillant, mélodie de Schubert
- Op. 34 Le roi des aulnes (Der Erlkönig) Mélodie de Schubert
- Op. 35 La poste. Improvisata. Mélodie de Schubert
- Op. 36 L'éloge des larmes (Lob der Tränen). Morceau de salon, mélodie de Schubert
- Op. 37 Charles VI. Fantaisie sur l'opéra de Halévy
- Op. 38 Charles VI. Caprice brillant sur l'opéra de Halévy
- Op. 39 La kermesse. Danse Néerlandaise
- Op. 40 Miscellanées
- Op. 41 Le déserteur. Caprice sur un motif de l'opéra de Monsigny
- Op. 42 Valse élégante [brillante]
- Op. 43 Valse sentimentale
- Op. 44 Valse villageoise
- Op. 45 25 Études. Introduction à l'art du phrasé
- Op. 46 30 Études mélodiques et progressives
- Op. 47 25 Études pour former au sentiment du rhythme et à l'expression
- Op. 48 No. 1 Charles VI. Chant national de l'opéra de Halévy
- Op. 48 No. 2 Sylvana. Une pastorale
- Op. 49 Quatre arabesques
- Op. 50 Scènes pastorales
- Op. 51 Le désert. Caprice brillant sur l'ode-symphonie de Félicien David
- Op. 52 Venitienne
- Op. 53 Tarantella No. 1
- Op. 54 Fantaisie-Stück [Grande Fantaisie auf Lieder von Schubert]
- Op. 55 La fontaine. Caprice brillant, mélodie de Schubert
- Op. 55a Mélodie de Schubert. Transcription of Liebesbotschaft
- Op. 55b Trois mélodies de Schubert
- Op. 56 Sérénade
- Op. 57 Scherzo No. 3 (Scherzo fantastique)
- Op. 58 Rêveries
- Op. 59 Valse brillante
- Op. 60 Canzonetta No. 1
- Op. 61 Tarantella No. 2
- Op. 62 2 Waltzes
- Op. 63 Capriccio
- Op. 64 Humoresque (Presto capriccioso)
- Op. 65 Sonata No. 2 in B minor
- Op. 66 La val d'Andorre . Caprice brillant sur l'opéra de Halévy
- Op. 67 La vallée d'amour. Improvisata sur la mélodie de Mendelssohn
- Op. 68 Stänchen Caprice brillant, sérénade de Schubert
- Op. 69 Fantaisie-Sonate
- Op. 70 Le Prophète. Caprice brillant sur l'opéra de Meyerbeer
- Op. 71 Aux mânes de Frédéric Chopin. Élégie et Marche
- Op. 72 3 Mélodies de Mendelssohn
- Op. 73 Trois pièces
- Op. 74 L'enfant prodigue. Fantaisie sur l'opéra d'Auber
- Op. 75 La dame de pique. Rondeau-caprice sur l'opéra de Halévy
- Op. 76 Caprice caractéristique sur des thèmes de l'operette de Mendelssohn Die Heimkehr aus der Fremde
- Op. 77 Saltarello sur un thème de la quatrième symphonie de Mendelssohn
- Op. 78 Promenades d'un solitaire I. 6 morceaux caratéristiques
- Op. 79 Traumbilder. 6 Pieces
- Op. 80 Promenades d'un solitaire II. (Rêveries d'artiste). 6 Pieces
- Op. 81 24 Preludes
- Op. 82 Nuits blanches. 18 morceaux lyriques
- Op. 83 Feuillets d'album. Six morceaux
- Op. 84 Impromptu
- Op. 85 2 Tarantellas (Nos. 3 & 4)
- Op. 86 Dans les bois I. 7 Rêveries
- Op. 87 Tarentella No. 5
- Op. 88 Sonata No. 3 in C major
- Op. 89 Promenades d'un solitaire III
- Op. 90 24 nouvelles Études
- Op. 91 3 Nocturnes
- Op. 92 3 Eglogues
- Op. 93 2 Waltzes
- Op. 94 Tableau de genre
- Op. 95 Allegro pastorale
- Op. 96 Grand étude de concert
- Op. 97 12 Ländler et Valses
- Op. 98 Improvisata sur une mélodie de R. Schumann (Flutenreicher Ebro)
- Op. 99 4 Fantaisie
- Op. 100 Canzonetta No. 2
- Op. 101 Rêveries du promeneur solitaire
- Op. 102 Morceau de chasse
- Op. 103 Nocturne in G major
- Op. 104 Polonaise in E♭ major
- Op. 105 3 Songs without Words
- Op. 106 3 Bergeries
- Op. 107 4 Ländler
- Op. 108 Scherzo No. 4
- Op. 109 Feuilles d'automne (Herbstblätter) 2 Pieces
- Op. 110 Une grande feuille et une petite (pour un album)
- Op. 111 Morceaux de Ballet
- Op. 112 Caprice humoristique
- Op. 113 Fantaisie-caprice
- Op. 114 Deux cahiers
- Op. 115 3 Ballades
- Op. 116 2 Études
- Op. 117 3 Preludes
- Op. 118 Variétés. 3 morceaux
- Op. 119 32 Preludes (à Mademoiselle Lili)
- Op. 120 7 Songs without Words
- Op. 121 3 Morceaux
- Op. 122 Valses-rêveries
- Op. 123 Feuilles volantes
- Op. 124 Scènes d'Enfants
- Op. 125 24 Nouvelles études d'expression et de rhythme
- Op. 126 3 Overtures
- Op. 127 4 Études d'après Der Freischütz de Weber
- Op. 128 Dans les bois II. 7 Pieces
- Op. 129 2 Impromptus
- Op. 130 33 Variations on a theme of Beethoven
- Op. 131 3 Nocturnes (Ständchen)
- Op. 132 2 Polonaises
- Op. 133 21 Variations on a theme of Beethoven
- Op. 134 Petit album. 6 Pieces
- Op. 135 2 Intermèdes de concert
- Op. 136 Dans les bois III. 6 pieces
- Op. 137 2 Tarantellas (Nos. 6 & 7)
- Op. 138 Album dédié à la jeunesse. 25 Pieces in 4 books
- Op. 139 3 Études
- Op. 140 Voyage autour de ma chambre. 5 Pieces
- Op. 141 4 Barcarolles
- Op. 142 Variations on a theme of Schumann
- Op. 143 Sonata No. 4 in B♭ minor
- Op. 144 Caprices sur des thèmes de Mendelssohn
- Op. 145 Waltz
- Op. 146 Sonatina No. 1 in C major
- Op. 147 Sonatina No. 2 in D major
- Op. 148 4 Mazurkas
- Op. 149 Sonatina No. 3 in D minor
- Op. 150 20 Preludes
- Op. 151 2 Études
- Op. 152 6 Waltzes for piano duet
- Op. 152a ditto, for piano solo
- Op. 153 Tablettes d'un solitaire
- Op. 154 21 Études techniques pour préparer à l'exécution des ouvrages de Fr. Chopin
- Op. 155 Fabliau
- Op. 156 Capriccietto
- Op. 157 3 Feuillets d'album
- Op. 158 Mazurka in B major
- Eglogue in A
- Esquisse in F
- Prière in C
- Romance de l'opéra La chaste Suzanne
- Serenade in A
- Valse allemande
- Transcripce šesti Mendelssohnových písní
- Transcripce 30 písní Franze Schuberta
- 7 Deutsche Lieder, pro zpěv a klavír